# Susanne Wenger

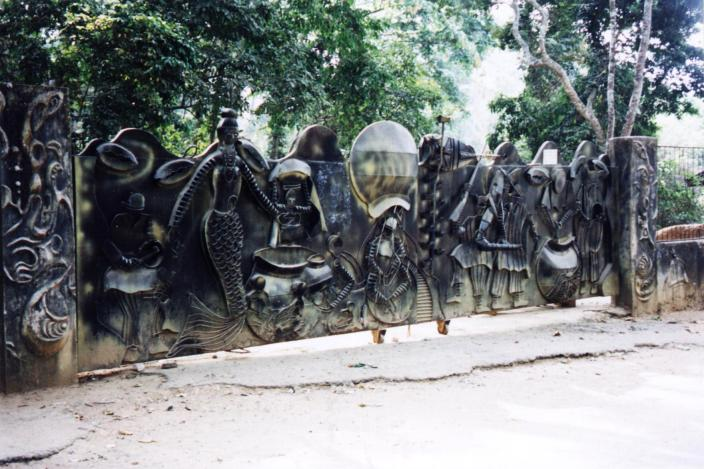
Bosque Sagrado de Osun-Osogbo - Susanne Wenger

Susanne Wenger (4 de julho de 1915, Graz, Áustria — 12 de Janeiro de 2009, Oxobô, Nigéria) foi uma escultora austríaca, tendo estudado arte em Graz, sua cidade natal, e Viena, além de ter feito parte do Clube de Arte de Viena. Após a Segunda Guerra Mundial, mudou-se para a Itália e, depois, Nigéria.